# Колодцев, Христофор Иосифович
Христофор Иосифович Коло́дцев (1907 — ?) — советский теплоэнергетик, лауреат Сталинской премии второй степени (1950).

## Биография
С 1930 года работал в ВТИ (Всесоюзный дважды ордена Трудового Красного Знамени теплотехнический научно-исследовательский институт имени Ф. Э. Дзержинского).
Вместе с А. С. Предводителевым занимался исследованиями процессов горения. Вычислил ряд коэффициентов, получивших применение при проектировании котельных и позволивших повысить коэффициент полезного действия.
В 1941 году защитил кандидатскую диссертацию. 
В 1962 году присуждена степень доктора технических наук по результатам авторского доклада по опубликованным работам «Исследования процесса горения твердого топлива и методов его интенсификации».
После 1963 года ни в каких источниках прижизненно не упоминается.

## Признание
- Сталинская премия второй степени (1950) — за теоретические и экспериментальные исследования процесса горения углерода, изложенные в монографии «Горение углерода» (1949)

Сочинения
- Теория гетерогенного горения и механизм процесса сжигания твердых топлив в слое [Текст] / Проф. А. С. Предводителев, канд. физ.-матем. наук Х. И. Колодцев ; Ком. по участию СССР в междунар. энергет. объединениях. Мировая энергет. конференция. Гааг. топливно-экон. конгресс 2-9-е сент. 1947 г. — [Москва] : Изд. и тип. Госэнергоиздата, [1947]. — 19 с. : граф.; 22 см.
- Горение углерода / Предводителев, А. С., Л. Н. Хитрин, О. А. Цуханова, Х. И. Колодцев, М. К. Гродзовский. − М.−Л.: Изд-во АН СССР. − 1949. − 407 с.
- Использование твердого топлива в газотурбинных установках [Текст] / Канд. физ.-матем. наук Х. И. Колодцев, канд. техн. наук Б. Д. Кацнельсон ; Под ред. канд. физ.-матем. наук Х. И. Колодцева. — Москва : [б. и.], 1958. — 87 с. : схем.; 22 см. — (Энергетическая промышленность/ Гос. науч.-техн. ком-т Совета Министров СССР. Акад. наук СССР. Всесоюз. ин-т науч. и техн. информации).

Сын? — Колодцев, Иосиф Христофорович, теплотехник, автор диссертации:
- Экспериментальное исследование теплообмена при пузырьковом кипении азотного тетраксида в условиях свободной конвекции : диссертация … кандидата технических наук : 01.04.14. — Москва, 1973. — 139 с. : ил.